# Kevin Richardson (zoologie)
 (mars 2013).
Si vous disposez d'ouvrages ou d'articles de référence ou si vous connaissez des sites web de qualité traitant du thème abordé ici, merci de compléter l'article en donnant les références utiles à sa vérifiabilité et en les liant à la section « Notes et références ».
Pour les articles homonymes, voir Kevin Richardson et Richardson.
Kevin Richardson est un zoologiste sud-africain né le 8 octobre 1974 à Johannesbourg. Il a mené de nombreuses recherches sur les animaux de la savane, dont les guépards, les léopards, les hyènes et les lions.
Il dirige le Kingdom of the White Lion (le Royaume du lion blanc), situé à vingt kilomètres de Johannesbourg.

## Biographie

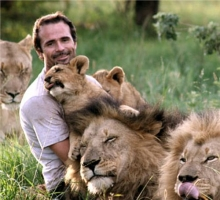
Kevin Richardson avec des lions.

### Enfance
Kevin Richardson est issu d'une famille britannique relativement aisée d'Afrique du Sud : sa mère Patricia travaille pour la banque Barclays et son père travaille dans le domaine de la pharmaceutique. Kevin Richardson est le plus jeune de leurs quatre enfants: un frère aîné et deux sœurs (qui sont des jumelles).
Kevin Richardson s'intéresse aux animaux depuis son plus jeune âge.

### Débuts en zoologie
Kevin Richardson a fait ses débuts à l'université de zoologie de Johannesbourg, où il a étudié la biologie marine, mais ce domaine ne l’intéressant que peu, il décida d'étudier les mammifères. Malgré l'intérêt qu'il porte depuis longtemps à ces animaux, Richardson se rend compte de la difficulté de travailler avec des félins, les ayant toujours considérés comme une distraction. Il décide d'y renoncer et commence à prendre des cours de physiologie et d'anatomie dans son lycée, et entame une nouvelle carrière en physiothérapie. C'est à 23 ans qu'il a de nouveau l'opportunité d'adopter et de travailler avec deux bébés lions appelés Tao et Napoléon. Le non-respect de plusieurs règles de sécurité en vigueur pour l'éducation de ces lionceaux lui a valu de nombreuses critiques de la part de spécialistes de la savane africaine.  

### Missions
La mission de Kevin Richardson consiste à démontrer la possibilité d'établir une relation avec un animal sauvage et à stopper la chasse au lion, dont la population est passée de 350 000 à seulement 25 000 spécimens en moins de 30 ans.

### Vie privée
Kevin Richardson est marié et a deux enfants. Son épouse Mandy fait du marketing pour lui et le Lion Park. Ils ont un fils, Tyler, né en 2009, et une fille, Jessica, née en juillet 2013.

## Travaux/Publications
| Titre                                                   | Minutes/Pages             | Sujet            | Producteur           | Date de sortie     |
| ------------------------------------------------------- | ------------------------- | ---------------- | -------------------- | ------------------ |
| Dangerous Companions                                    | 52 minutes                | Lions            | National Geographic  | 2005               |
| (en) Growing Up… Hyena                                  | Part of Growing Up Series | Hyènes           | Animal Planet        | 5 août 2008 (DVD)  |
| In Search of a Legend                                   | 52 minutes                | Léopard Noir     | Graham Wallington    | 2009               |
| White Lion: Home is a Journey                           | 88 minutes                | Lion Blanc       | Peru Productions     | 19 février 2010    |
| Part of the Pride: My Life Among the Big Cats of Africa | 256 pages                 | Kevin Richardson | St. Martin's Press   | 1er septembre 2009 |
| The Lion Ranger Series                                  | 3 × 60 minutes            | Divers           | Renegade Productions | mars 2010          |

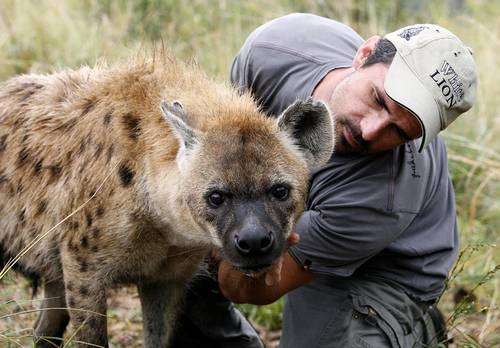
Kevin Richardson avec une hyène

- Consultant et dresseur sur : Mia et le Lion blanc Décembre 2018